# Еленка (приток Пышмы)
Еленка (старинное название реки — Толман) — река в России, протекает по Тугулымскому району Свердловской области. Устье реки находится в 253 км по левому берегу реки Пышма. Длина реки составляет 15 км.

## Название
В прошлом река называлась Толман. В Хорографической книги Сибири (1697—1711 гг.) отмечена как река Толман.

## Данные водного реестра
По данным государственного водного реестра России относится к Иртышскому бассейновому округу, водохозяйственный участок реки — Пышма от Белоярского гидроузла и до устья, без реки Рефт от истока до Рефтинского гидроузла, речной подбассейн реки — Тобол. Речной бассейн реки — Иртыш.
Код объекта в государственном водном реестре — 14010502212111200008157.